# Goniadides aciculata
Goniadides aciculata är en ringmaskart som beskrevs av Hartmann-Schröder 1960. Goniadides aciculata ingår i släktet Goniadides och familjen Goniadidae. Inga underarter finns listade i Catalogue of Life.